# Ивица Брзић
Иван - Ивица Брзић (Нови Сад, 28. мај 1941 — Нови Сад, 1. јун 2014) био је југословенски фудбалер и тренер. Играо је на позицији везног играча.

## Биографија
Играчку каријеру почео је у омладинским категоријама Војводине из Новог Сада 1954. године, да би четири године касније наставио у омладинцима Новог Сада, где је од 1960. до 1964. био играч првог тимау приоду када је Нови САД играо у Првој лиги Југославије.
Јесењи део сезоне 1964. године провео је у дресу сарајевског Железничара, да би од 1. јануара 1965. до 30. јуна 1972. године играо за Војводину из Новог Сада. Са 200 званичних утакмица, играч је са највише утакмица у дресу овог клуба и један од најбољих фудбалера у историји клуба. Са Војводином је освојио прву титулу првака првака Југославије 1965/66. године и играо у Купу европских шампиона.
Инострану каријеру наставио је 1972. у Аустрији, где је играо шест година у Алпини и Воесту, а као играч Воеста из Линца освојио је освојио је аустријско првенство 1974. и поново играо у Купу шампиона.
За „Б“ репрезентацију Југославије одиграо је једну утакмицу, за „А“ репрезентацију такође једну пријатељску утакмици 18. септембра 1966. на стадиону ЈНА у Београду против репреземтације СССР која је завршила поразом (1:2). Са Фудбалском репрезентацијом Југославије учествовао је на Европском првенству 1968. у Италији где је репрезентација освојила друго место. Брзић није улазио у игру.
Као тренер радио је у Југославији, Шпанији, Аустрији и Перуу. Војводину је тренирао четири пута, 1988. учествовао је у стварњу друге титуле екипе из Новог Сада.
У Србији је био и тренер Рада, а у Шпанији је тренирао Осасуну, Мајорку, Реал Овиједо и Херкулес и забележио више од 200 утакмица, док је са Осасуном 1985. године први пут у историји клуба обезбедио пласман у Куп Уефа.
У Аустрији је тренирао оба клуба у којима је играо а посебан траг оставио је у Перуу, где је два пута био првак државе са Универзитариом, а са Алијанзом једном првак, а једном други. Тренирао је и Спорт бојс. У Боливији је водио Блуминг, а тренерску каријеру завршио је на клупи Војводине, 2008. године.
Радио је као скаут за Портсмут и Шефилд венсдеј за Јужну и Централну Америку. Као највеће признање у играчкој каријери, Брзић је истицао чињеницу да да је у пет клубова у којима је играо, у четири био капитен тима.
Преминуо је 1. јуна 2014. у родном Новом Саду у 73. години.